# Dicnemoloma incanum
Dicnemoloma incanum är en bladmossart som först beskrevs av Mitten in J. D. Hooker, och fick sitt nu gällande namn av Ferdinand François Gabriel Renauld 1909. Dicnemoloma incanum ingår i släktet Dicnemoloma och familjen Dicranaceae. Inga underarter finns listade i Catalogue of Life.